# Гармонія азійська
Гармонія азійська, або далекосхідна, або сонечко-арлекін (Harmonia axyridis (Pallas, 1773)) — жук, один з видів роду Гармонія родини кокцинелідових (Coccinellidae). Природний ареал — східна Азія; вид є високоінвазивним і на сьогодні заселив всі континенти, окрім Австралії.

## Опис виду
Гармонія азійська є «типовим» сонечком за формою і деталями будови.
Жук, як правило, має великі для сонечок розміри: 5,5-8,5 мм і більш куполоподібну форму, ніж європейські види.

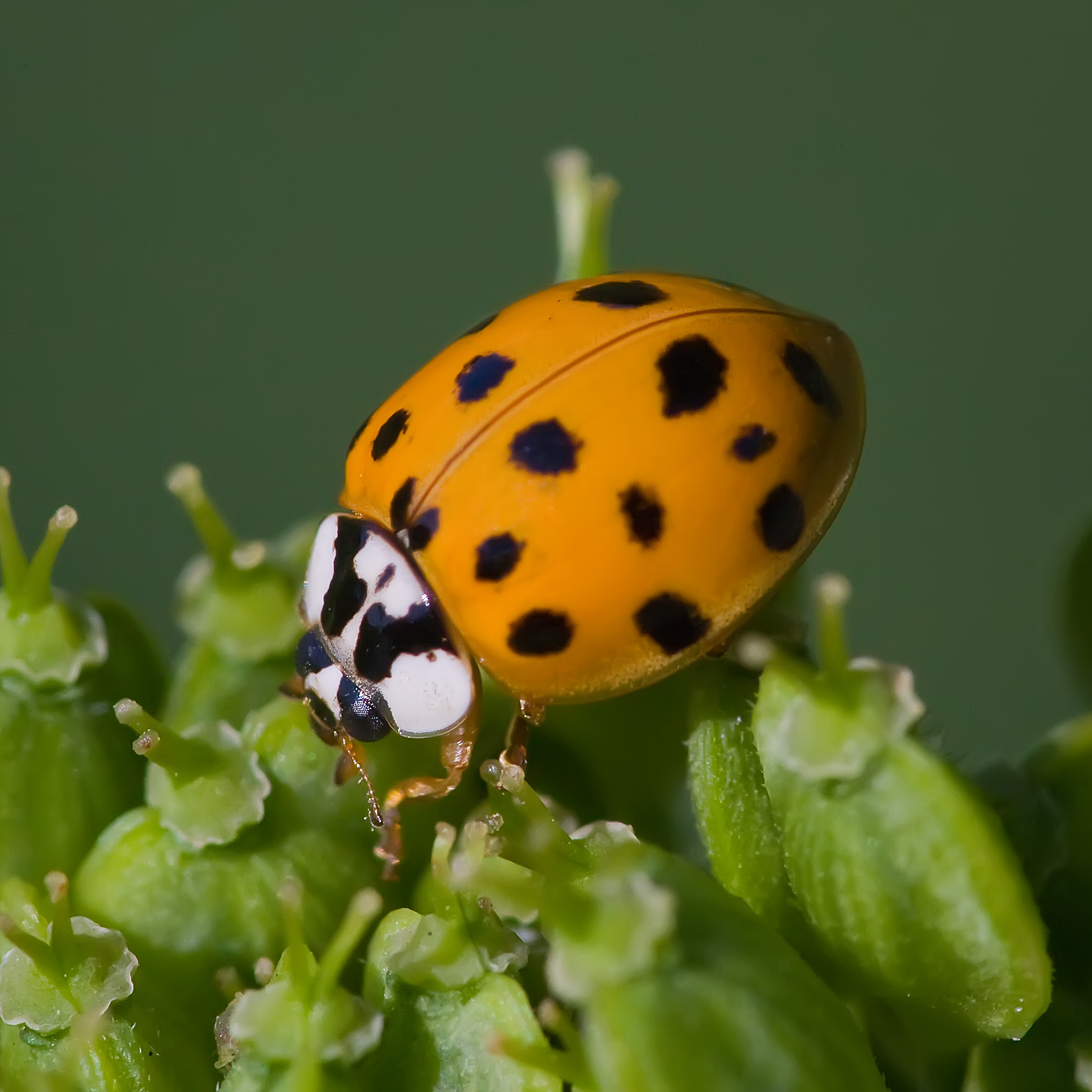
Типовий варіант забарвлення — «сукцінея»

На «спині» в нормі забарвлення у вигляді кількох рядів чорних цяток на рудому (від брудно-помаранчевого до червоного) тлі. Цей вид сонечка нерідко називають 19-крапковим сонечком.
Ще однією особливістю гармонії є білий колір передньоспинки із «M»-подібним (або W-подібним) чорним рисунком. У гармонії завжди червонувато-коричневі ноги і коричневий колір низу черевця навіть у меланістичних форм.
Ці особливості відрізняють гармонію азійську від місцевих європейських видів концинелід.

## Мінливість

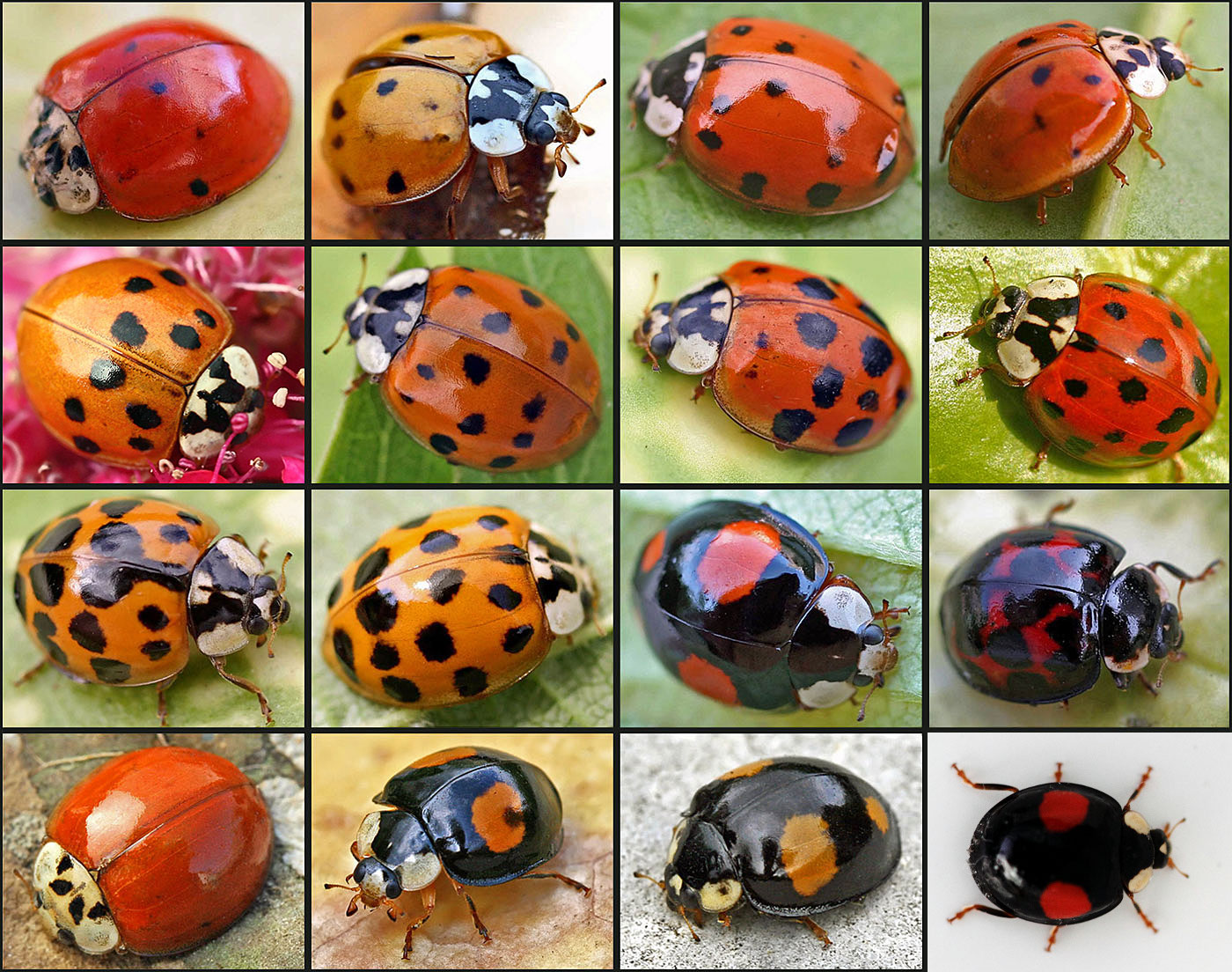
Мінливість забарвлення гармонії азійської

Забарвлення гармонії надзвичайно мінливе. Три основні варіанти забарвлення надкрил (відомі також інші кольорові форми, зокрема, у вихідному ареалі):
- червоний або помаранчевий фон з чорними плямами (відомий як форма «succinea»),
- чорний з чотирма червоними плямами (форма «spectabilis»)
- чорний з двома червоними плямами (форма «conspicua»).

Саме через мінливість вид нерідко означають назвою «сонечко-арлекін» (harlequin ladybird). Також його нерідко називають «Хеловін-сонечком» (Halloween lady beetle), оскільки для нього властива поява в будинках і на садибах в кінці осені, на Хеловін.

## Розселення гармонії по світу
Природний ареал гармонії — Забайкалля, Китай і Далекий Схід.
Причини появи у Європі дискусійні. Вважається, що вид проник випадково разом з китайськими товарами, проте існує також гіпотеза, що його завозили для обмеження розмноження в теплицях та розплідниках рослин попелиць.
Вид є високоінвазивним і на сьогодні заселив всі континенти, окрім Австралії.
В Україні активна інвазія йде з заходу на схід. Вид вже поширений в усіх прикарпатських і подільських областях та у Придніпров'ї.

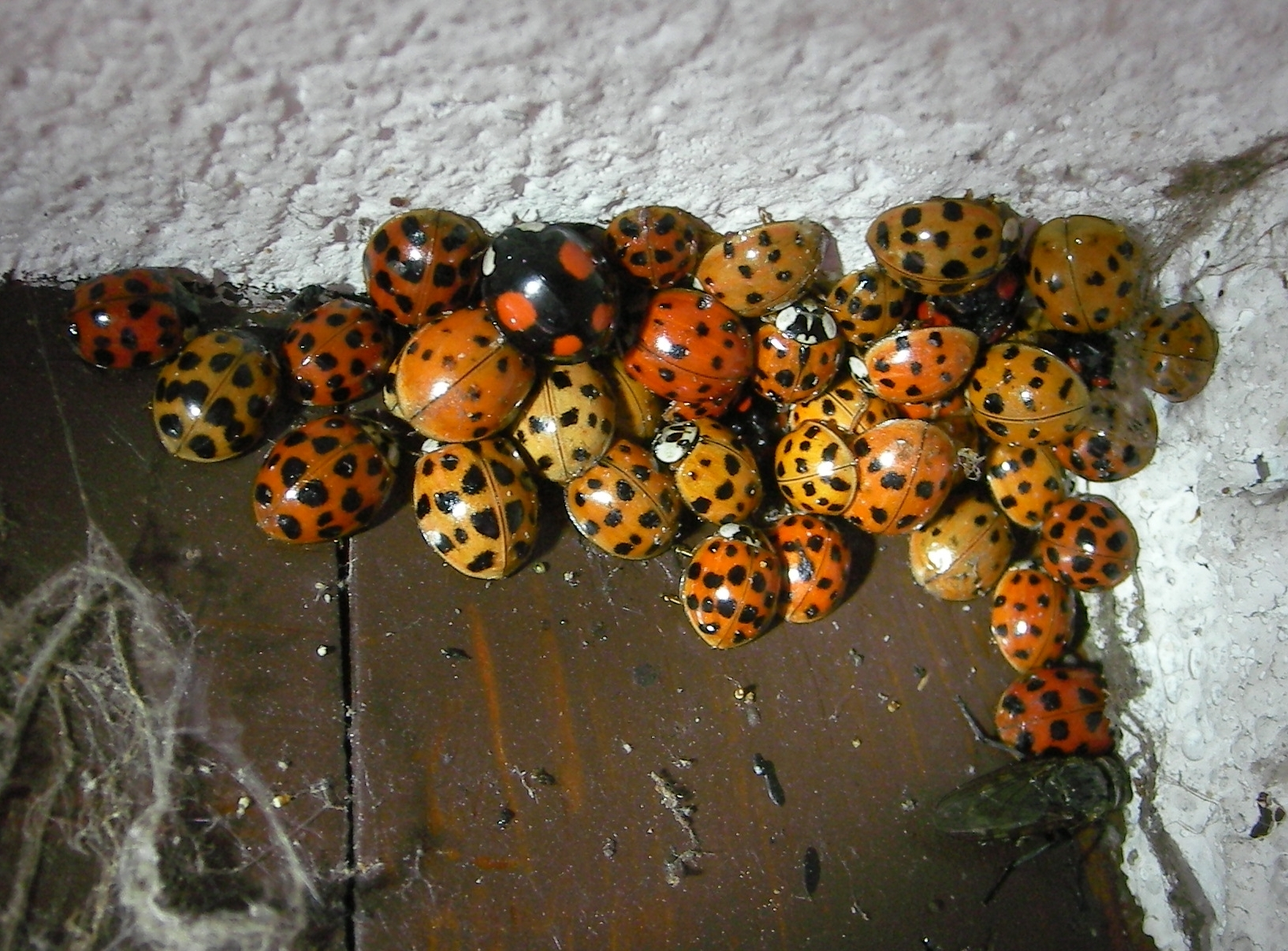
Типове зимівельне скупчення гармонії

Основна хвиля інвазії в Україні пройшла протягом 2008—2012 років.
2013 року гармонія досягла у своєму поширенні сходу України, і її вже виявлено на Харківщині, зокрема в окол. смт Васищеве.
Моніторинг інвазії цього виду сонечок в Україні ведуть всі зоологічні центри, зокрема й Інститут зоології НАН України. На сайті «Моніторинг біорізноманіття в Україні» вміщено методичні рекомендації щодо виявлення цього виду комах.

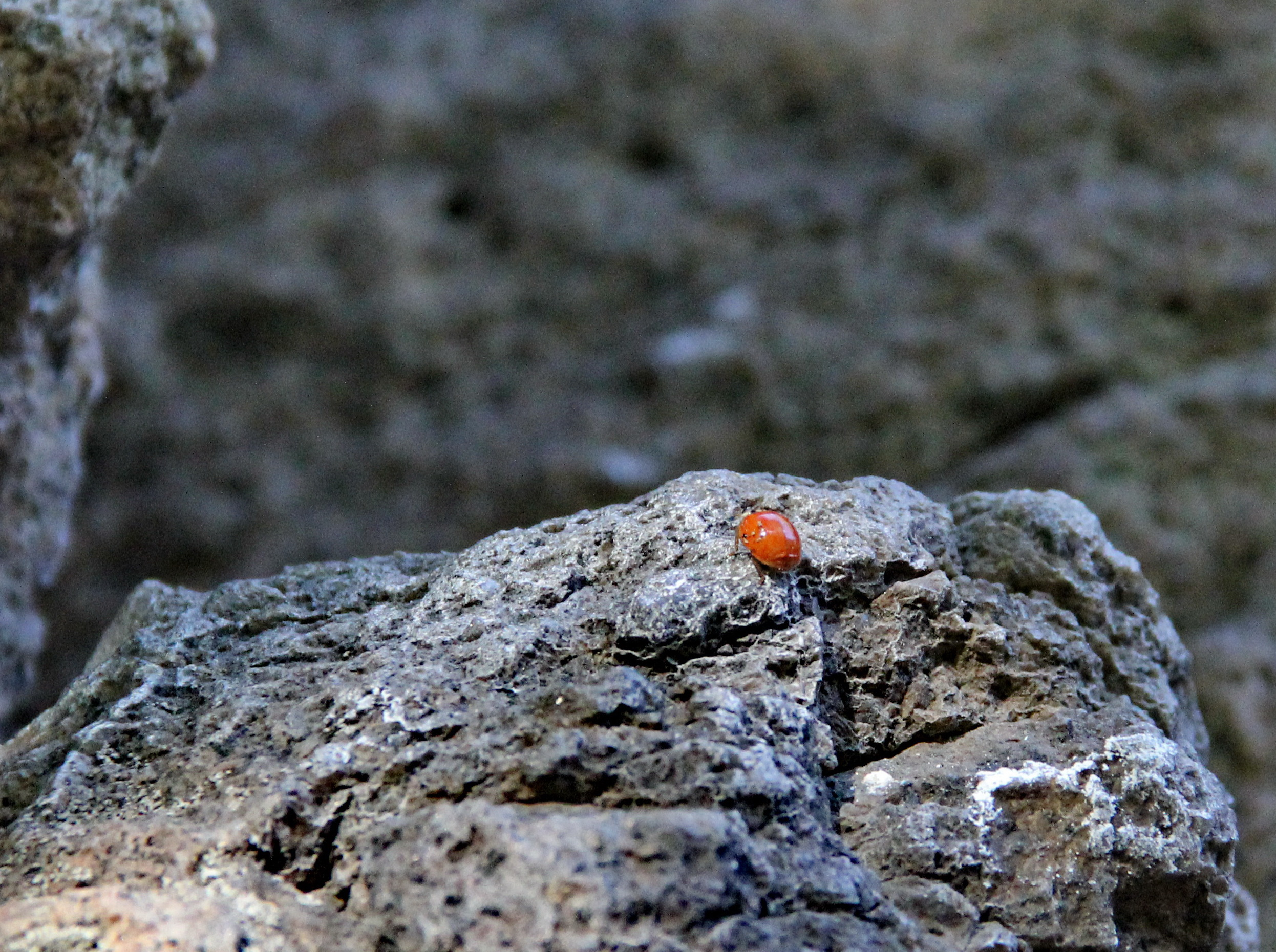
Скупчення перед зимівлею сонечка реєструються восени не тільки в приміщеннях, але і на скелях, наприклад, скелі в ок. с. Дениші.